# Пустополье (Рязанская область)
Пустополье — село в Шиловском районе Рязанской области в составе Задубровского сельского поселения.

## Географическое положение
Село Пустополье расположено на Окско-Донской равнине на правом берегу реки Оки в 14 км к северо-западу от пгт Шилово. Расстояние от села до районного центра Шилово по автодороге – 25 км.
К востоку от села, на противоположном берегу реки Оки — Константиновская старица, озера Рог и Кочарник. Ближайшие населенные пункты — село Лунино и деревня Бортниково.

## Население
| 1859 | 1897  | 1906  | 2010 |
| ---- | ----- | ----- | ---- |
| 1139 | ↘1020 | ↗1165 | ↘209 |

По данным переписи населения 2010 г. в селе Пустополье постоянно проживают 209 чел. (в 1992 г. — 254 чел.).

## Происхождение названия
В «Списках населенных мест Российской империи» (1862 г.) населенный пункт упоминается как деревня Пустое Поле. Словосочетание «пустое поле» и возникшее на его основе слово «пустополье» имеют значение «пустошь, заброшенная земля, невозделанное угодье». Наименование населенного пункта обусловлено его возникновением в таком месте.

## История
Впервые деревня Пустое Поле упоминается в выписи на архиерейские вотчины в 1568 г. В выписи с писцовых книг письма и меры князя В. Вяземского за 1637—1640 гг. она значится в вотчине Пресвятой Богородицы Борисоглебской, как владение преосвященного Моисея, архиепископа Рязанского и Муромского. В это время в ней насчитывалось 18 крестьянских дворов и 16 дворов пустых, из которых «крестьяне бежали безвестно» в 1639 г.
К 1891 г., по данным И. В. Добролюбова, деревня Пустое Поле относилась к приходу Богородицерождественской церкви села Лунино, и в ней насчитывалось 11 дворов. Однако уже к 1913 г., по данным «Епархиальных ведомостей», в деревне Пустое Поле насчитывалось 179 дворов.
Статус села и новое название «Пустополье» деревня приобрела в годы советской власти, когда являлась административным центром Пустопольского сельсовета.

## Экономика
По данным на 2015/2016 г. в селе Пустополье Шиловского района Рязанской области расположено:
1. ООО «Нива», агропромышленное предприятие.[9]

## Социальная инфраструктура
В селе Пустополье Шиловского района Рязанской области имеются отделение почтовой связи, фельдшерско-акушерский пункт (ФАП).

## Транспорт
Основные грузо- и пассажироперевозки осуществляются автомобильным транспортом: село Пустополье имеет выезд на расположенную поблизости автомобильную дорогу федерального значения М-5 «Урал»: Москва — Рязань — Пенза — Самара — Уфа — Челябинск. Через реку Оку в летние месяцы действует паромная переправа.

## Достопримечательности
- Памятник односельчанам, погибшим в Великой Отечественной войне 1941—1945 гг.

## Известные уроженцы
- Сёмин, Михаил Фёдорович (1897—1954) — советский военачальник, генерал-майор артиллерии.